# Madurais (langue)
Pour les articles homonymes, voir Madurais.

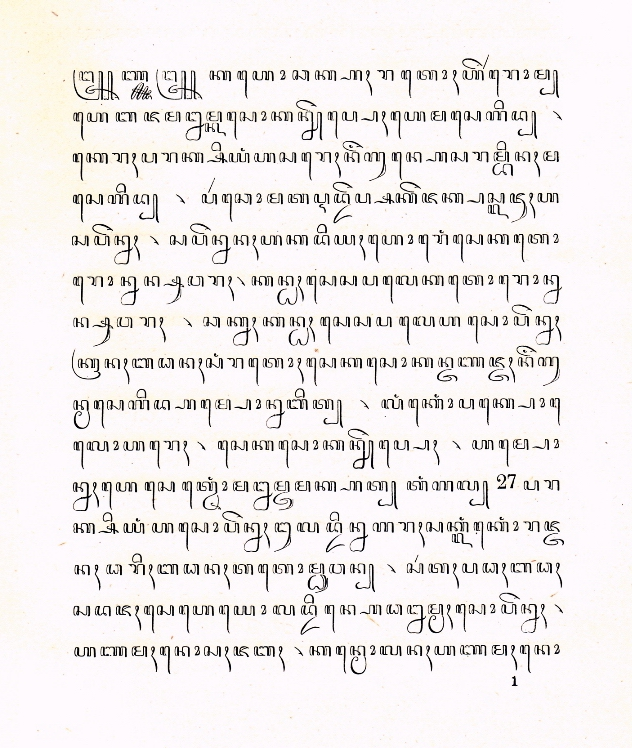
Le Raden Segara, un texte en madurais écrit en écriture javanaise (1890)

Le madurais est une langue austronésienne parlée en Indonésie.
Avec plus de 13 millions de locuteurs, il est, après le javanais, dont il se distingue, le soundanais et le malais, la quatrième langue régionale (bahasa daerah) d'Indonésie. Il est principalement parlé sur l'île de Madura, d'où vient son nom, et sur la côte nord de la province de Java oriental.

## Classification
Selon Adelaar, le madurais, avec la langue des îles Kangean qui lui est apparentée, se rattache aux langues malayo-sumbawiennes, un des sous-groupes du malayo-polynésien occidental.

## Écriture
Le madurais est écrit avec l’écriture javanaise, l’écriture arabe avec l’alphabet pegon et l’écriture latine avec l’alphabet madurais de l’époque coloniale, l’alphabet de 1973 et l’alphabet de 2008.

### Écriture latine
| Lettres        | a | â/ă | b | bh | d | dh | ḍ | ḍh | dj | djh | e | è | g | gh | h | i | k | l | m | n | ng | nj | o | oe | p | q | r | s | t | tj | ṭ | w | y |
| Prononciations | a | ɤ   | b | pʰ | d | tʰ | ɖ | ʈʰ | ɟ  | cʰ  | ə | ɛ | ɡ | kʰ | h | i | k | l | m | n | ŋ  | ɲ  | ɔ | u  | p | ʔ | r | s | t | c  | ʈ | w | j |

| Lettres        | a | a | b | b  | c | d | d | d  | d  | e | e | g | g  | h | j  | j | k | l | m | n | ng | ny | o | r | s | t | t | u | w | y | ’ |
| Prononciations | a | ɤ | b | pʰ | c | d | ɖ | tʰ | ʈʰ | ɛ | ə | ɡ | kʰ | h | cʰ | ɟ | k | l | m | n | ŋ  | ɲ  | ɔ | r | s | t | ʈ | u | w | j | ʔ |

En 2004, un groupe du Balai Bahasa Surabaya (Office de la langue à Surabaya) propose une révision de l’orthographe faisant la distinction entre toutes les consonnes et les sept voyelles principales. Cet orthographe est adopté comme standard en décembre 2008 lors du Kongres Bahasa Madura Internasional (Congrès international de la langue maduraise) tenu à Pamekasa sous l’égide de Balai Bahasa Propinsi Jawa Timur (Office de la langue de la province de Java oriental).
| Lettres        | a | â | b | bh | c | d | dh | ḍ | ḍh | e | è | f | g | gh | h | i | j | jh | k | l | m | n | ng | ny | o | p | r | s | t | ṭ | u | w | y | z | ’ |
| Prononciations | a | ɤ | b | pʰ | c | d | tʰ | ɖ | ʈʰ | ə | ɛ | f | ɡ | kʰ | h | i | ɟ | cʰ | k | l | m | n | ŋ  | ɲ  | ɔ | p | r | s | t | ʈ | u | w | j | z | ʔ |

## Phonologie
Les tableaux présentent la phonologie du madurais, les consonnes et les voyelles.

### Voyelles
|              | Antérieure | Centrale | Postérieure | Postérieure |
| non-arrondie | Antérieure | Centrale | arrondie    |             |
| ------------ | ---------- | -------- | ----------- | ----------- |
| Fermée       | ꦆ i [i]    | ꦆ e [ɨ]  |             | ꦈ u [u]     |
| Moyenne      | ꦌ è [ɛ]    | ꦄꦼ e [ə]  | ꦄꦼꦴ â [ɤ]     | ꦎ o [ɔ]     |
| Ouverte      |            | ꦄ a [a]  |             |             |

### Consonnes
|               |               | Bilabiale | Dentale   | Rétrofl.  | Palatale  | Vélaire   | Glottale |
| ------------- | ------------- | --------- | --------- | --------- | --------- | --------- | -------- |
| Nasales       | Nasales       | ꦩ m [m]   | ꦤ n [n]   | ꦟ ṇ [ɳ]   | ꦚ ny [ɲ]  | ꦔ ng [ŋ]  |          |
| Occlusives    | sourdes       | ꦥ p [p]   | ꦠ t [t̪]   | ꦛ ṭ [ʈ]   | ꦕ c [c]   | ꦏ k [k]   | ꦃ ' [ʔ]   |
| Occlusives    | aspirées      | ꦧ bh [pʰ] | ꦢ dh [t̪ʰ] | ꦣ ḍh [ʈʰ] | ꦗ jh [cʰ] | ꦒ gh [kʰ] |          |
| Occlusives    | sonores       | ꦧ b [b]   | ꦢ d [d̪]   | ꦣ ḍ [ɖ]   | ꦗ j [ɟ]   | ꦒ g [g]   |          |
| Fricatives    | Fricatives    |           | ꦱ s [s]   |           |           |           | ꦲ h [h]  |
| Roulée        | Roulée        |           | ꦫ r [r]   |           |           |           |          |
| Liquide       | Liquide       |           | ꦭ l [l]   |           |           |           |          |
| Semi-voyelles | Semi-voyelles | ꦮ w [w]   |           |           | ꦪ y [j]   |           |          |

Les phonèmes [w] et [h] sont limités aux emprunts.